# 博迪昂
博迪昂（法語：Bauduen，法語發音：[bodɥɛ̃]）是法国普罗旺斯-阿尔卑斯-蓝色海岸大区瓦尔省的一个市镇，属于布里尼奥勒区。

## 地理
博迪昂（43°44'2"N, 6°10'33"E）面积47.45 平方千米，位于法国普罗旺斯-阿尔卑斯-蓝色海岸大区瓦尔省，该省份为法国东南部沿海省份，北起上普罗旺斯阿尔卑斯省，西北角与沃克吕兹省接壤，西接罗讷河口省，南濒地中海，东临滨海阿尔卑斯省。
与博迪昂接壤的市镇（或旧市镇、城区）包括：韦尔东河畔圣克鲁瓦、艾吉讷、韦尔东河畔博迪纳尔、穆瓦萨克贝勒维、雷居斯、韦尔东河畔莱萨勒、韦里尼翁、欧普斯。

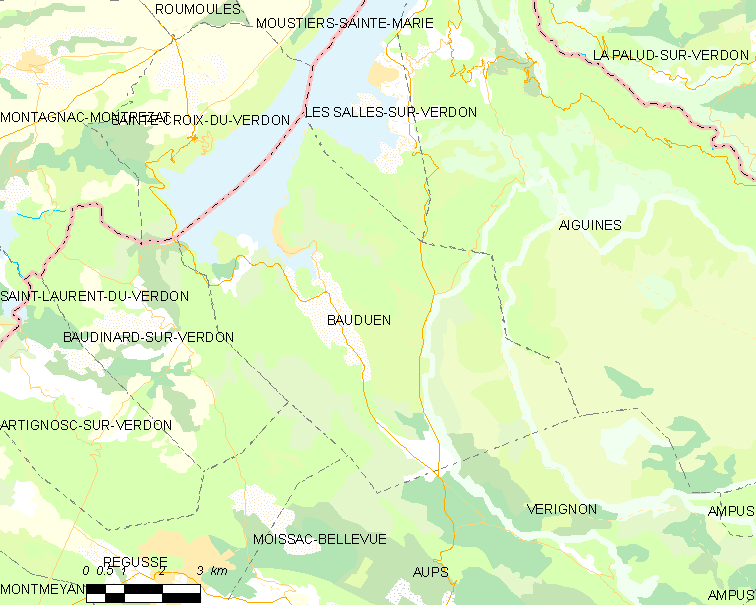
博迪昂的OSM定位图

博迪昂的时区为UTC+01:00、UTC+02:00（夏令时）。

## 行政
博迪昂的邮政编码为83630，INSEE市镇编码为83015。

## 政治
博迪昂所属的省级选区为弗拉约斯克县。

## 人口

1962-2008年间博迪昂人口变化图示

博迪昂于2022年1月1日时的人口数量为318人。